# Land's End (udde i Antarktis)
Land's End är en udde i Antarktis. Den ligger i Östantarktis. Australien gör anspråk på området.
Terrängen inåt land är varierad. Havet är nära Land's End norrut. Trakten är obefolkad. Det finns inga samhällen i närheten.